# Technití Límni Kremastón
Technití Límni Kremastón (Lake Kremasta) är en reservoar i Grekland.   Den ligger i prefekturen Nomós Ileías och regionen Västra Grekland, i den centrala delen av landet, 220 km nordväst om huvudstaden Aten. Technití Límni Kremastón ligger 267 meter över havet. Arean är 81 kvadratkilometer. Den sträcker sig 15,7 kilometer i nord-sydlig riktning, och 14,7 kilometer i öst-västlig riktning.
Följande samhällen ligger vid Technití Límni Kremastón:
- Ambélia (126 invånare)